# Pomerón
Mientras que otras trayectorias conducen a secciones transversales decrecientes, el pomero puede llevar a secciones transversales ascendentes logarítmicamente, que, experimentalmente, son aproximadamente constantes. La identificación del pomero y la predicción de sus propiedades fue un gran éxito de la teoría de Regge de la fenomenología de interacción fuerte. En años posteriores, un pomerón BFKL [1] se derivó en otros regímenes cinemáticos a partir de cálculos perturbativos en QCD, pero su relación con el pomerón visto en la dispersión de alta energía suave todavía no se entiende completamente.
Una consecuencia de la hipótesis del pomón es que las secciones transversales de protones-protones y protones-antiprotones deben ser iguales a energías suficientemente altas. Esto fue demostrado por el físico soviético Isaak Pomeranchuk por la continuación analítica asumiendo solo que las secciones transversales no caen. El propio pomeron fue introducido por Vladimir Gribov, e incorporó este teorema en la teoría de Regge. Geoffrey Chew y Steven Frautschi presentaron el pomeron en el oeste. La interpretación moderna del teorema de Pomeranchuk es que el pomero no tiene cargas conservadas, las partículas en esta trayectoria tienen los números cuánticos del vacío.
El pomero fue bien aceptado en la década de 1960, a pesar del hecho de que las secciones transversales medidas de protones-protones y protones-antiprotones dispersos en las energías disponibles en ese momento eran desiguales.
El pomero no lleva cargos. La ausencia de carga eléctrica implica que el intercambio de pomeron no lleva a la lluvia habitual de radiación de Cherenkov, mientras que la ausencia de carga de color implica que tales eventos no irradian piones.
Esto está de acuerdo con la observación experimental. En las colisiones de alta energía protón-protón y protón-antiprotón en las que se cree que se han intercambiado pomerones, a menudo se observa una brecha de rapidez: esta es una gran región angular en la que no se detectan partículas salientes.
- Datos: Q1126045